# Capitole (métro de Toulouse)
Pour les articles homonymes, voir Capitole (homonymie).
Capitole est une station de la ligne A du Métro de Toulouse. Elle est située sur le square Charles-de-Gaulle, dans le quartier Capitole, à proximité immédiate avec la Place du Capitole et la rue Alsace-Lorraine, dans l'hypercentre de la ville de Toulouse. 
La station est ouverte en 1993, en tant que station de la première section de la  ligne A.

## Situation sur le réseau

Plan du métro de Toulouse

Établie en souterrain, la station Capitole est établie sur la ligne A du métro de Toulouse. Elle est située entre la station Esquirol, en direction de la station terminus sud-ouest Basso-Cambo, et la station Jean Jaurès, en direction de station terminus nord-est Balma – Gramont.

## Histoire
La station Capitole est mise en service le 26 juin 1993, lors de l'ouverture à l'exploitation de la première section, longue de 10 kilomètres entre ses terminus Basso-Cambo et Jolimont, de la ligne A du métro de Toulouse. Elle dispose d'une longueur opérationnelle des quais 26 m, pour une desserte par des rames composées de deux voitures. Néanmoins le gros œuvre de la station est déjà prévu pour l'accueil de rames de 52 m de long.
En 2016, elle a enregistré 4 765 379 validations, ce qui la situe à la 4e place, des stations de la ligne A. Elle représente alors 8 % du trafic de la ligne.
La station est ponctuellement en chantier, entre 2017 et 2019, dans le cadre de la mise en service de rames de 52 m de long sur ligne A. La structure de la station étant des l'origine prévue pour cette desserte les travaux se sont limités à du second œuvre, comme la pose des portes palières, et la « mise en conformité du désenfumage ». Les rames, pouvant accueillir 320 passagers débutent leur service le 10 janvier 2020,.

## Services aux voyageurs

### Accès et accueil
L'accès à la station depuis le square Charles-de-Gaulle se fait via un escalier en gradins, deux escaliers mécaniques ou un ascenseur. Depuis la rue d'Alsace-Lorraine, l'accès se fait grâce à deux escaliers aménagés de part et d'autre au sein de la Maison Universelle (oc), un immeuble abritant notamment l'enseigne Zara.
La station est équipée de guichets automatiques, permettant l'achat de titres de transports. Elle compte un grand quai central à six portes lui permettant d'accueillir des rames de 26 m à deux voitures.

### Desserte
Comme sur le reste du métro toulousain, le premier départ des terminus est à 5h15, le dernier départ est à 0h du dimanche au jeudi et à 3h le vendredi et samedi.

Installations
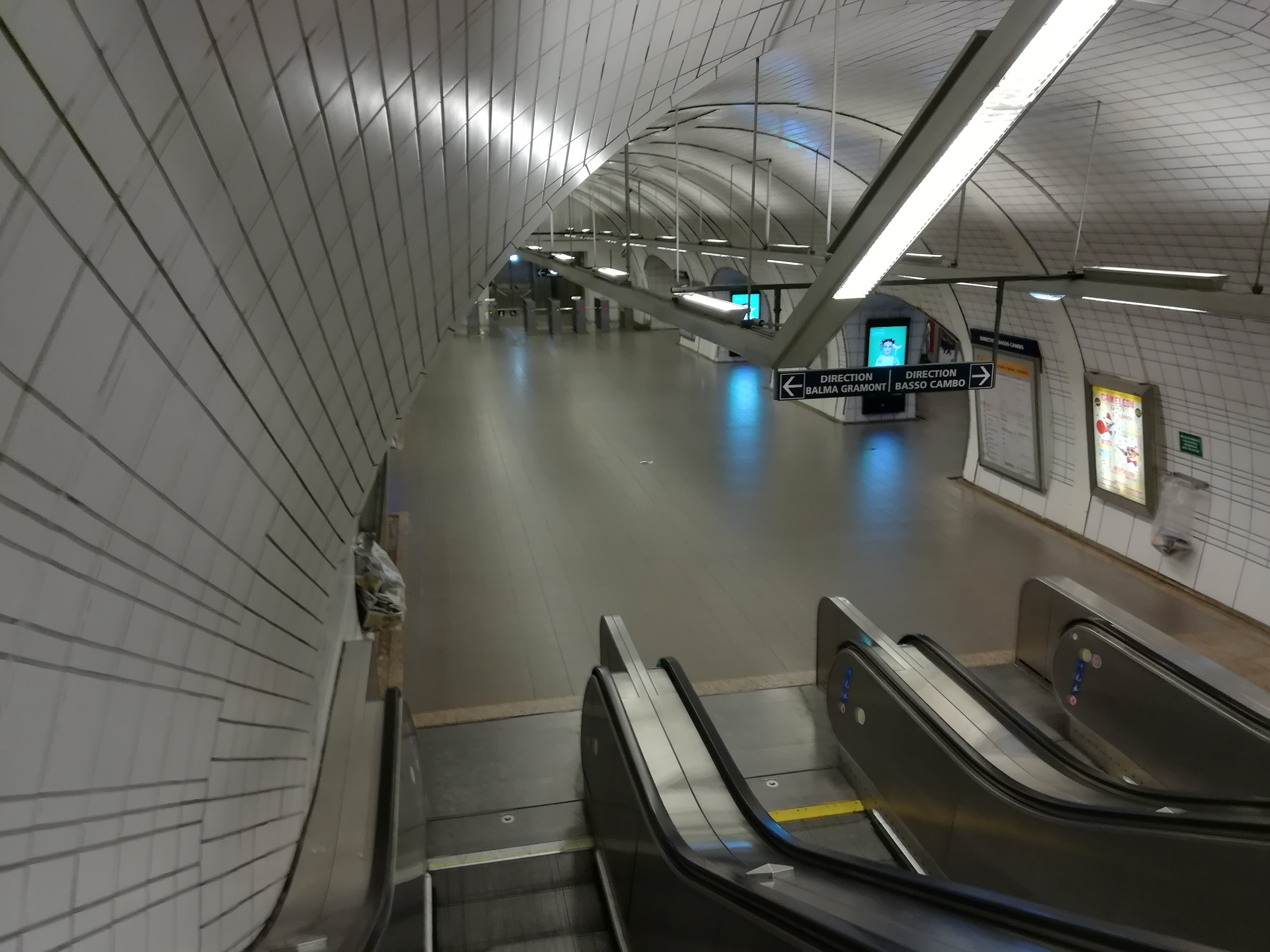
Accès au quai.
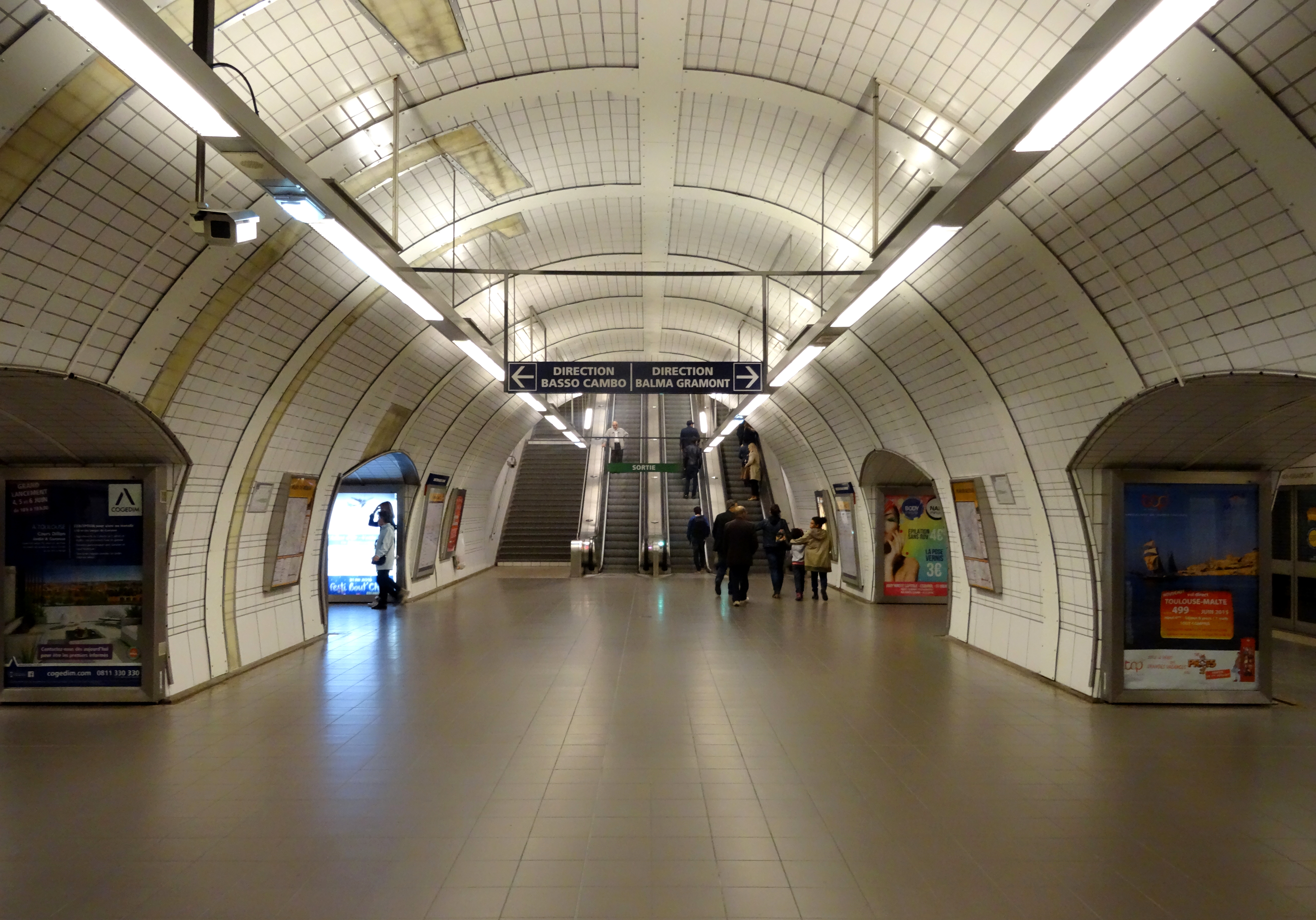
Quai central.
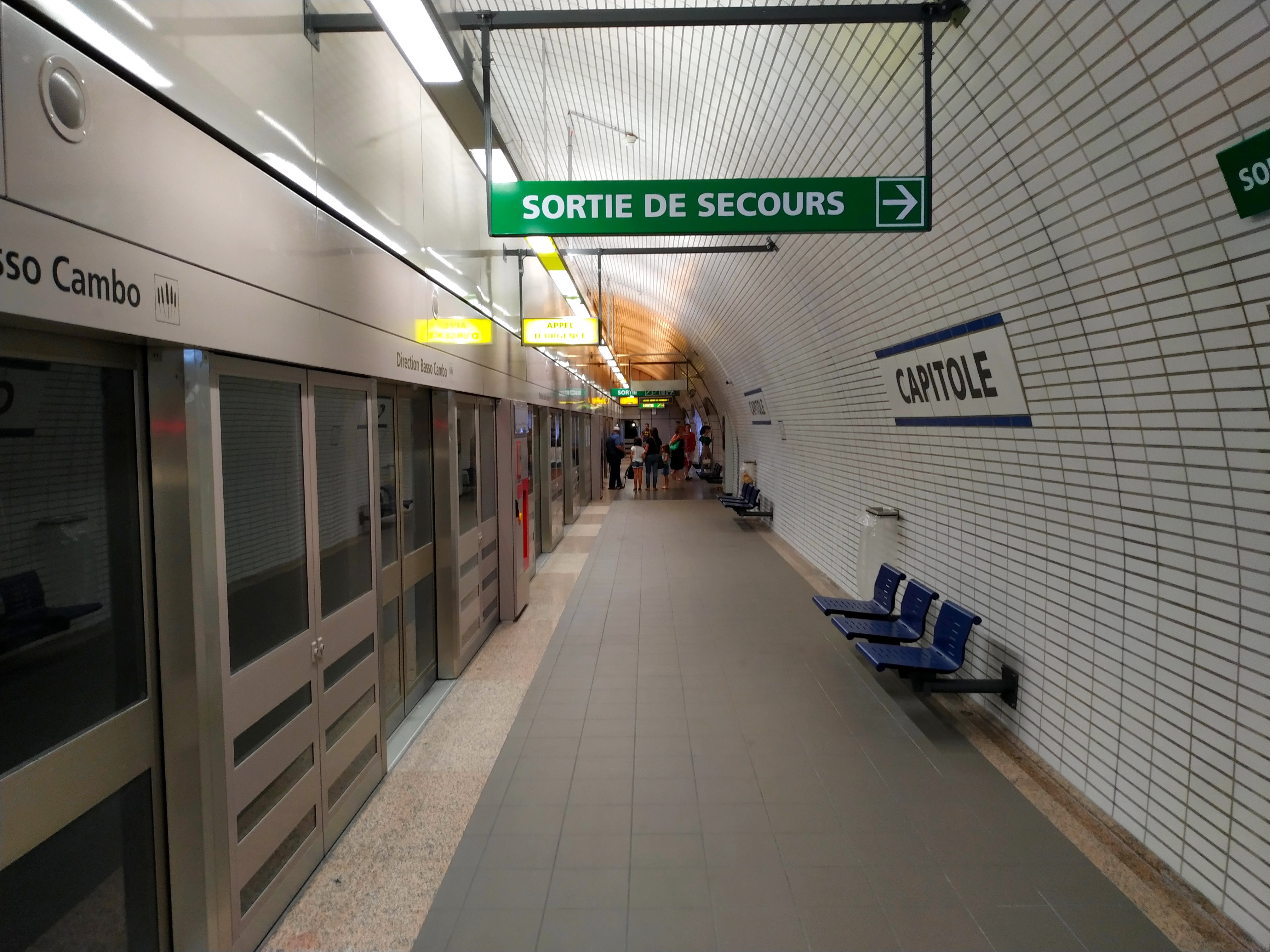
Bordure quai, portes palières.

### Intermodalité
Depuis peu, la station n'est plus en correspondance avec aucune des lignes du réseau de transports en commun de Toulouse, Tisséo. Cependant, la Navette Centre-Ville a des arrêts à proximité, notamment sur les rues adjacentes à la place du Capitole.

## L'art dans la station
L'œuvre d'art associée à la station a été réalisée par Giulio Paolini. Elle consiste en un « jeu de colonnes en granit gris clair composées d’éléments d’une hauteur correspondant à la moitié, au quart, au huitième ou au seizième de la hauteur sous plafond de l’alcôve »

## À proximité
- Capitole
- La Maison Universelle (oc)
- Cinéma Utopia
- Hôtel de ville de Toulouse
- Lycée Pierre-de-Fermat
- Office de tourisme
- Place du Capitole
- Stations VélôToulouse no 1 (Poids-de-l'Huile), no 2 (Lafayette) et no 3 (Pomme)
- Théâtre du Capitole
- Université Toulouse-I-Capitole